# Vanádium(V)-oxid
A vanádium-pentoxid, IUPAC nevén vanádium(V)-oxid (V2O5) a vanádium egyik legfontosabb oxidja. Szobahőmérsékleten és atmoszferikus nyomáson narancssárga színű por. Melegítés hatására reverzibilisen oxigént ad le. Ez a tulajdonsága teszi lehetővé széles körű katalitikus felhasználását. Magas oxidációs száma miatt erős oxidálószer, emellett mérgező is. Vízben hidrolízis mellett oldódik.
A vanádium-pentoxidban a vanádium oxidációs száma +5, az oxigéné -2.

## Előállítása

### Iparban
A technikai tisztaságú vanádium-pentoxidot fekete porként állítják elő, melyet fém vanádium és ferrovanádium előállítására használják. Vanádium ércet vagy vanádiumban gazdag maradékot nátrium-karbonáttal kezelik, mely reakció során nátrium-metavanadát (NaVO3) keletkezik. Ezt aztán pH 2-3-ra savanyítva H2SO4-val, majd a keletkező terméket 690°C-on elbontva vanádium-pentoxidot kapunk.
Vanádium-pentoxid vanádium elemi oxigénnel való égetésekor is keletkezik, de ez szennyezett más, kisebb oxidációs fokú vanádium-oxidokkal is.

### Laboratóriumban
Előállítható ammónium-metavanadát hőbontásával 200°C körüli hőmérsékleten: 
2 NH4VO3 → V2O5 + 2 NH3 + H2O

## Tulajdonságai
A vanádium-pentoxid sárgásbarna, narancs színű. 690 °C-on olvad. Vízben gyenge mértékben oldódik, oldata savas kémhatású.
Sósavval történő reakciójával vadándium-oxiklorid keletkezik:
V2O5 + HCl → 2 VOCl3 + 3 H2O
Ez az oxid amfoter jellegű, vízben gyengén oldódik, oldata savas kémhatású. Oldódását a savas közeg elősegíti. Így gyenge sárga színű oldatot kapunk, melyben (VO+2) vanadil-kationok lesznek. Alkáli hidroxidok erősen lúgos közegében ortovanadát anionok (VO3−4) vannak jelen.

## Felhasználás
A vanádium(V)-oxid képes oxigén felszabadítására, ezért katalitikus reakciókban előszeretettel alkalmazzák az iparban. Katalizálja a olefinek és aromás szénhidrogének redukcióját hidrogénnel. Legfontosabb felhasználása mégis a kénsav gyártásában van, ahol a kén-dioxidot kén-trioxiddá oxidálja.